# Alexei Iwanowitsch Kusnezow
Alexei Iwanowitsch Kusnezow (* 15. August 1929 in Waschuricha; † 28. März 2003) war ein  sowjetischer Skilangläufer.

## Werdegang
Kusnezow trat international erstmals bei den Nordischen Skiweltmeisterschaften 1954 in Falun in Erscheinung. Dort gewann er die Silbermedaille mit der Staffel. Bei den Olympischen Winterspielen 1960 in Squaw Valley holte er die Bronzemedaille mit der Staffel. Zudem errang er dort den 15. Platz über 50 km und den achten Platz über 30 km. Zwei Jahre später gewann er bei den Nordischen Skiweltmeisterschaften in Zakopane erneut die Bronzemedaille mit der Staffel. Bei sowjetischen Meisterschaften siegte er im Jahr 1960 über 50 km und im Jahr 1961 über 15 km.